# Combined Joint Statement of Requirements
Im Combined Joint Statement of Requirements (CJSOR) werden im NATO-Planungsprozess die für eine Operation benötigten militärischen Fähigkeiten aufgeführt.

## Erstellung
Erstellt wird das CJSOR durch den für die Operationsplanung verantwortlichen Stab nach Erstellung des Concept of Operations (CONOPS), dem ersten Entwurf der Planung.
Das CJSOR listet die Fähigkeiten auf, die zur Erfüllung der im CONOPS festgelegten oder aus ihm abgeleiteten Aufgaben (Tasks) erforderlich sind. Diese Fähigkeiten werden unabhängig von Nationalitäten (combined = multinational) oder einer Teilstreitkraft (joint = streitkräftegemeinsam/-übergreifend) aufgeführt.
BeispielFähigkeit zur Durchführung von taktischem Lufttransport mit Hubschraubern – Mögliche Kräftesteller (Nation/Teilstreitkraft): Italien/Heer, Deutschland/Luftwaffe, USA/Marines usw.
Nach Genehmigung dieses Fähigkeitskatalogs durch das vorgesetzte Hauptquartier dient das CJSOR als Grundlage für die Kräftegenerierung (Force Generation Process), bei der in NATO-Operationen die Mitgliedstaaten abgefragt werden, welche Kräfte sie stellen können oder wollen.
Die jeweiligen militärischen Vertreter (NMR – National Military Representatives) melden nach Rücksprache mit ihren Nationen die bewilligten Beiträge, das CJSOR füllt sich somit und wird zu einem Kräftekatalog.
Sind Fähigkeiten nicht mit den erforderlichen Kräften hinterlegt, werden Fähigkeitslücken in Kauf genommen und/oder die Mitgliedstaaten erneut abgefragt.
Auf dieser Grundlage wird der Operationsplan (Operation Plan – OPLAN), die eigentliche ebenengerechte Befehlsgebung, erstellt.

## Aktueller Bezug
Ein prominentes Beispiel für Probleme bei der Befüllung eines CJSOR findet sich bei der NATO Response Force (NRF). Obwohl es sich hierbei um eine generische Planung handelt, sind Lücken im vorgegebenen Fähigkeitsspektrum vorhanden, da vor allem die gering vorhandenen Kräfte diverser NATO-Mitgliedsstaaten durch laufende Einsätze bereits gebunden sind und sie somit nicht mehr für die NRF bereitstehen. Anpassungen des Konzepts wurden daher erforderlich.